# Bronisława Pietrzak
Bronisława Pietrzak (ur. 1953) – polska ginekolog, profesor nauk medycznych.

## Życiorys
W 1978 ukończyła studia medyczne na Akademii Medycznej w Warszawie, w 1995 r. obroniła pracę doktorską pt. Ocena czynności jajników u kobiet po transplantacji nerki, której promotorem był prof. Longin Marianowski, w 2010 r. habilitowała się. W 2016 r. uzyskała tytuł profesora nauk medycznych.
Została zatrudniona na Warszawskim Uniwersytecie Medycznym, w Państwowym Instytucie Medycznym Ministerstwa Spraw Wewnętrznych i Administracji, oraz na Uczelni Łazarskiego w Warszawie.
Jest skarbnikiem Polskiego Towarzystwa Ginekologów i Położników.